# The Hunter (album, Blondie)
The Hunter je šesté studiové album americké skupiny Blondie. Vydáno bylo v květnu 1982 společností Chrysalis Records a jeho producentem byl Mike Chapman, který s kapelou spolupracoval již na předchozích třech albech. V americké hitparádě Billboard 200 se album umístilo na 33. příčce, zatímco v britské dosáhlo deváté. Nedlouho po vydání alba se kapela rozpadla a další album vydala až v roce 1999 pod názvem No Exit.

## Seznam skladeb
1. Orchid Club – 5:45
2. Island of Lost Souls – 4:42
3. Dragonfly – 6:00
4. For Your Eyes Only – 3:07
5. The Beast – 4:54
6. War Child – 4:00
7. Little Caesar – 3:00
8. Danceway – 3:19
9. (Can I) Find the Right Words (To Say) – 3:07
10. English Boys – 3:49
11. The Hunter Gets Captured by the Game – 3:37

## Obsazení
Blondie
- Debbie Harry – zpěv
- Chris Stein – kytara
- Frank Infante – kytara
- Jimmy Destri – klávesy
- Nigel Harrison – baskytara
- Clem Burke – bicí

Ostatní hudebníci
- Robert Aaron – saxofon, aranžmá
- Sammy Figueroa – perkuse
- Manual Badrena – perkuse
- Roger Squitero – perkuse
- Janice G. Pendarvis – doprovodné vokály
- Zachary Sanders – doprovodné vokály
- Lani Groves – doprovodné vokály
- Darryl Tookes – doprovodné vokály
- Ray Maldonado – horn
- Luis Ortiz – horn
- Rick Davies – horn
- Mac Gollehon – horn